# Krageholmssjön
Krageholmssjön är en sjö i Ystads kommun i Skåne och ingår i Nybroån-Sege ås kustområde. Sjön är 9 meter djup, har en yta på 2,05 kvadratkilometer och befinner sig 43 meter över havet. Krageholmssjön ligger i Krageholmssjön Natura 2000-område och skyddas av fågeldirektivet. Vid provfiske har bland annat abborre, björkna, braxen och gers fångats i sjön.
Sjön avvattnas av Svartån, som rinner söderut och mynnar ut i Östersjön vid Svarte. I Krageholmssjön finns den biologiskt intressanta ön Lybeck. På ön växer månviol och strutbräken.
Vid Krageholmssjöns södra strand ligger Krageholms slott.  Jan Troells filmer Utvandrarna och Nybyggarna spelades in vid sjön.

## Delavrinningsområde
Krageholmssjön ingår i delavrinningsområde (615459-136909) som SMHI kallar för Utloppet av Krageholmssjön. Medelhöjden är 57 meter över havet och ytan är 16,25 kvadratkilometer. Det finns inga avrinningsområden uppströms utan avrinningsområdet är högsta punkten. Avrinningsområdets utflöde Svartån mynnar i havet. Avrinningsområdet består mestadels av skog (12 %) och jordbruk (65 %). Avrinningsområdet har 2,05 kvadratkilometer vattenytor vilket ger det en sjöprocent på 12,6 %. Bebyggelsen i området täcker en yta av 0,33 kvadratkilometer eller 2 % av avrinningsområdet.

## Fisk
Vid provfiske har följande fisk fångats i sjön:
- Abborre
- Björkna
- Braxen
- Gädda
- Gärs
- Mört
- Nissöga
- Sarv